# Luv Bias
「Luv Bias」（ラブ バイアス）は、Kis-My-Ft2の27作目のシングル。2021年2月24日にavex traxから発売された。

## 概要
初回盤A・B、通常盤の3形態で発売され、各形態に異なるカップリング曲を収録。初回盤Aには、表題曲のMVとメイキングを収録したDVDが付属する。初回盤Bには、オリジナルバラエティ「KIS-MY-TV」を収録したDVDが付属する。各形態別にシリアルコード付きアナザージャケットが付属しており、シリアルコード特典として、2020年10月3・4日に開催された生配信ライブ「Kis-My-Ft2 LIVE TOUR 2020 To-y2」の10月3日公演でのみ披露され、DVD/Blu-rayに収録されていない「HANDS UP」「Sometime...」「Be alright」「My Place」の4曲のライブ映像から、1コードにつき1曲を選んで視聴することができる（2021年8月31日まで視聴可能）。
表題曲はメンバーの玉森裕太が出演するTBS系火曜ドラマ『オー!マイ・ボス!恋は別冊で』主題歌。2月1日放送のTBS系『CDTV ライブ! ライブ!』にてフルサイズでテレビ初披露された。MVはフルCGによる撮影で、悲観的だった世界に“愛”という一筋の光が差す様子が幻想的に表現されている。2月9日に映像が解禁され、4月15日には動画再生数が1000万回を超え、ツイッターでは曲名の略称「＃ラブバイ」や「＃キスマイ」などがトレンド入りした。また、5月に発表された第107回ザテレビジョンドラマアカデミー賞ではドラマソング賞も受賞した。
通常盤に収録されている「Luv Bias - another -」はメンバーの歌い分けを変更したバージョンで、『LIVE TOUR 2021 HOME』で初めてライブパフォーマンスが披露された。テレビドラマ『オー!マイ・ボス!恋は別冊で』では、玉森演じる潤之介が、上白石萌音演じる奈未の元へバイクを走らせるシーンで使用された他、2021年7月14日放送のフジテレビ系『2021 FNS歌謡祭 夏』でもこのバージョンが披露された。また、2021年12月15日よりライブDVD/Blu-ray『LIVE TOUR 2021 HOME』の発売を記念してLINE MUSIC限定で配信された「10th Anniversary Extra -Special Edition-」にも収録され、「LINE MUSIC ソング TOP 100デイリーランキング」で1位を獲得した。

## チャート成績
2021年3月8日付オリコン週間シングルランキングで初登場1位を獲得。初週売上は前作「ENDLESS SUMMER」の18.4万枚を上回る21.4万枚を記録した。また、「デビュー（1st）からのシングル連続1位獲得作品数」が27となり、KAT-TUNと並ぶ歴代3位タイとした。
今作の1位獲得によって、「デビュー（1st）からのシングル1位獲得連続年数」を2011年度から今年度（2021年度）までの11年連続とした。
2021年の年間オリコンシングルランキングで28位を獲得した。

## 収録内容

### CD

#### 通常盤
1. Luv Bias [3:05]
作詞：KOUDAI IWATSUBO、作曲：Gustav Mared・KOUDAI IWATSUBO、編曲：Gustav Mared・RUSH EYE
  - 玉森裕太出演 TBS系火曜ドラマ『オー!マイ・ボス!恋は別冊で』主題歌[7]
2. Big Wave [3:43]
作詞：Emyli、作曲：SQVARE・Sean Michael Alexander・Alyssa Ayaka Ichinose、編曲：Alyssa Ayaka Ichinose
  - 玉森裕太出演 ユニ・チャーム「ウェーブ 超保水ウェットシート」CMソング[19]
3. Luv Bias - another - [3:05]
  - 表題曲のパート割りを変更したバージョン
4. Luv Bias - piano & strings - [2:52]
編曲：木村秀彬
  - ドラマ劇中で使用されているインスト音源
5. Luv Bias - Instrumental - [3:07]

#### 初回盤A
1. Luv Bias
2. NAKED [3:15]
作詞：(sic) boy、作曲：(sic) boy・KM、編曲：KM
  - dTV「キスマイどきどきーん!」テーマソング

#### 初回盤B
1. Luv Bias
2. Original Color [3:43]
作詞：栗原暁（Jazzin' park）、作曲：栗原暁（Jazzin' park）・前田佑、編曲：前田佑
  - 「東京インテリア家具」CMソング

### DVD

#### 初回盤A
1. 「Luv Bias」MUSIC VIDEO
2. 「Luv Bias」メイキングドキュメント

#### 初回盤B
1. KIS-MY-TV 〜ゆるスポーツ〜

### シリアル動画『「Kis-My-Ft2 LIVE TOUR 2020 To-y2」ライブ映像』
※1コードにつき1曲を選んで視聴可能。
- HANDS UP
- Sometime...
- Be alright
- My Place

## 収録作品
| 楽曲タイトル   | 収録                 | 収録                                                                   |
| -------------- | -------------------- | ---------------------------------------------------------------------- |
| Luv Bias       | CDシングル           | 『Luv Bias』                                                           |
| Luv Bias       | ミュージック・ビデオ | 『Luv Bias』〈初回盤A〉                                                |
| Luv Bias       | CDアルバム           | 『BEST of Kis-My-Ft2』                                                 |
| Luv Bias       | ミュージック・ビデオ | 『BEST of Kis-My-Ft2』〈初回盤A〉                                      |
| Luv Bias       | ライブ映像           | 『LIVE TOUR 2021 HOME』                                                |
| Luv Bias       | ライブ映像           | 『Two as One』〈ファンクラブ限定盤〉 （Kis-My-Ftに逢えるde Show 2022） |
| Luv Bias       | ライブ映像           | 『Kis-My-Ftに逢えるde Show 2022 in DOME』                              |
| Luv Bias       | ライブ映像           | 『For dear life』                                                      |
| Luv Bias       | ライブ映像           | 『Kis-My-Ft2 Dome Tour 2024 Synopsis』                                 |
| NAKED          | CDシングル           | 『Luv Bias』〈初回盤A〉                                                |
| NAKED          | ライブ映像           | 『LIVE TOUR 2021 HOME』                                                |
| NAKED          | ライブ映像           | 『Two as One』〈ファンクラブ限定盤〉 （Kis-My-Ftに逢えるde Show 2022） |
| NAKED          | ライブ映像           | 『Kis-My-Ftに逢えるde Show 2022 in DOME』                              |
| NAKED          | ライブ映像           | 『Kis-My-Ft2 Dome Tour 2024 Synopsis』                                 |
| Original Color | CDシングル           | 『Luv Bias』〈初回盤B〉                                                |
| Original Color | ライブ映像           | 『LIVE TOUR 2021 HOME』                                                |
| Big Wave       | CDシングル           | 『Luv Bias』〈通常盤〉                                                 |
| Big Wave       | ライブ映像           | 『LIVE TOUR 2021 HOME』                                                |